# Stanisław Sałagaj
Stanisław Sałagaj (ur. 1 kwietnia 1935 w Złotnikach, zm. 20 stycznia 2013 w Warszawie) – polski dżokej i trener.

## Życiorys
Urodził się w podrzeszowskiej wsi Złotniki jako siódmy z dziewięciorga dzieci Karola i Marii Sałagajów. Matka zmarła przy dziesiątym połogu. Gdy miał kilka lat opuścił ich ojciec, przeniósł się do sąsiedniej wsi i założył drugą rodzinę. Stanisław początkowo był wychowywany przez starsze rodzeństwo Przez trudną sytuację materialną w rodzinie został adoptowany przez małżeństwo z Krakowa, które samo nie mogło mieć dzieci. Jednak, gdy jego przybrana matka zaszła w ciążę, został oddany do domu dziecka w jednej z podbeskidzkich wsi. W późniejszym czasie trafił do klasztoru w Krakowie, gdzie próbowano wykształcić go na księdza, a w zamian za opiekę służył do mszy.

### Kariera jeździecka
W 1949 r. po przeczytaniu ogłoszenia w gazecie o naborze do pracy na służewieckim torze w Warszawie wraz z kolegą potajemnie opuścił klasztor. Tam zaczął pracować jako chłopiec stajenny i brać udział w wyścigach. Jego pierwszym trenerem był Aleksander Pacurko. Setną gonitwę dającą stopień dżokeja wygrał w 1959 r. Czempionem dżokei był w latach 1972–73, dżokejem roku został w 1979 r. gdy na ogierze Czubaryk wygrał w Berlinie dwie najważniejsze nagrody: Nagrodę Moskwy oraz Puchar Kongresu. Następnie po dwóch tygodniach na tym samym koniu zajął drugie miejsce w Nagrodzie Preis von Europa G1 w Kolonii, co do chwili obecnej jest największym sukcesem konia polskiej hodowli reprezentującego polskie barwy. Podczas kariery jeździeckiej prześladował go pech, który stał się legendarny. Wygrał wszystkie najważniejsze gonitwy oprócz Derby. W plebiscycie Przeglądu Sportowego na najlepszych sportowców Polski 1979 r. uplasował się na 16. miejscu. Jako jedyny sportowiec związany z wyścigami konnymi był nominowany do 10 najlepszych sportowców Polski. W karierze jeździeckiej startując od 1951 do 1979 r. na 4158 startów wygrał 825 gonitw.

### Kariera trenerska
Przez całą karierę jeździecką zmagał się z kontuzjami. Sześć razy miał wstrząśnienie mózgu, połamane kręgi kręgosłupa, obie ręce i nogi, żebra i obojczyk. Po wypadku we wrześniu 1980 r. komisja lekarska zabroniła mu startów w gonitwach. Przez dwa lata korzystał z renty inwalidzkiej, a także podejmował różne prace (w szpitalu, kuźni, jako sędzia). W 1983 r. ukończył również Technikum Rolniczo–Hodowlane w Piasecznie. Nie mógł jednak pogodzić się z rozstaniem z końmi. W 1983 został aspirantem, a od 1984 r. uzyskał licencję trenera i zaczął prowadzić stajnię w Jaroszówce. Okazało się, że ma talent do trenowania koni. W 1984 r. jego stajnia wygrała najwięcej gonitw i został czempionem trenerów. Do 1993 r. trenerski czempionat wygrywał jeszcze siedmiokrotnie. W najlepszym roku 1990 ustanowił niepobity do dziś rekord 82 zwycięstw. Sześciokrotnie wybrany przez Życie Warszawy Trenerem Roku. W karierze trenerskiej od 1984 do 2008 r. jego konie startowały 3773 razy wygrywając 708 gonitw.
W serialu z 1980 r. Kariera Nikodema Dyzmy wystąpił w epizodycznej roli dżokeja.
Zmarł 20 stycznia 2013 r. Pochowany został na cmentarzu na Służewie przy ul. Wałbrzyskiej.
Dwukrotnie żonaty. Z pierwszą żoną Barbarą miał córkę Agnieszkę, z nieformalnego związku córkę Erikę, z drugą – również Barbarą, synów Artura i Pawła.
Za jego zasługi jedna z gonitw imiennych na torze w Służewcu nosi nazwę Memoriał Stanisława Sałagaja (na dystansie 2000 m, HCP. I GR, 4-latki i starsze Araby).

## Najważniejsze zwycięstwa

### Jako dżokeja
- St Leger – 1965, 1977, 1979, 1980
- Nagroda Prezesa Rady Ministrów – 1977, 1980
- Nagroda Rulera – 1975, 1976

### Jako trenera
- Wielka Warszawska – 1987, 1988, 1993
- St Leger – 1987, 1988, 1991
- Nagroda Rulera – 1987, 1993
- Nagroda Prezesa Rady Ministrów – 1988